# Quercus chrysolepis
Quercus chrysolepis — вид рослин з родини букових (Fagaceae); поширений на південному заході США й північному заході Мексики.

## Опис
У межах північного узбережжя Каліфорнії, з рясними опадами та м'якою температурою, Q. chrysolepis може досягати понад 20 м заввишки. За надзвичайно відкритих і посушливих умов Q. chrysolepis стає низькорослим чагарником. Стовбур короткий, широкий. Крона дерев від округлої до розлогої. Кора світло-сіра, гладка або віддалено луската. Молоді гілочки з апельсиновими залозистими волосками; гілочки червонувато-коричневі, запушені, стають чорнуватими. Листки 1.4–5 × 1–3 см, вічнозелені, еліптичні, товсті, шкірясті; верхівка загострена; основа округла; краї злегка вигнуті, дрібно зубчасті або іноді цілі; зверху блискучі темно-зелені; коли молоді із золотим нальотом знизу, потім стають синювато-сірими з деякими зірчастими і залозистими волосками; ніжка листка жовтувата, іржаво запушена, 3–9 мм завдовжки. Жолудь поодинокий або парний, рідко по 3 або 4; горіх яйцюватий з тупим кінчиком, 15–30 × 10–20 мм; чашечка блюдцеподібної форми, глибиною 4–10 мм і 15–40 мм шириною; дозріває 2 роки.
Період цвітіння: зазвичай навесні, зрідка восени.

## Середовище проживання
Поширений у штатах Каліфорнія, Аризона, пд. Невада, пд.-зх. Нью-Мексико, пд.-зх. Орегон — США й на півночі штатів Нижня Каліфорнія та Чихуахуа — Мексика.
Форма росту та інші характеристики цього дуба можуть сильно відрізнятися, що дозволяє йому жити в різних природних умовах; росте на висотах 200–2700 м. Населяє гірські хребти, каньйони та вологі схили.

## Використання
Цей дуб забезпечує прихистком багато видів ссавців, птахів, плазунів, земноводних та безхребетних. Деревина Q. chrysolepis дуже міцна і великозерниста, і є найтвердішою з усіх західних дубів. Колись вона використовувалася для ручок інструментів, рамок суден та коліс, але зараз має низьку комерційну цінність через обмежені кількості. Дуб зараз використовується для озеленення та як важливе джерело дров у південній Каліфорнії.

## Загрози й охорона
Великих загроз немає. Присутній приблизно у 44 ботанічних садах усього світу.

## Галерея

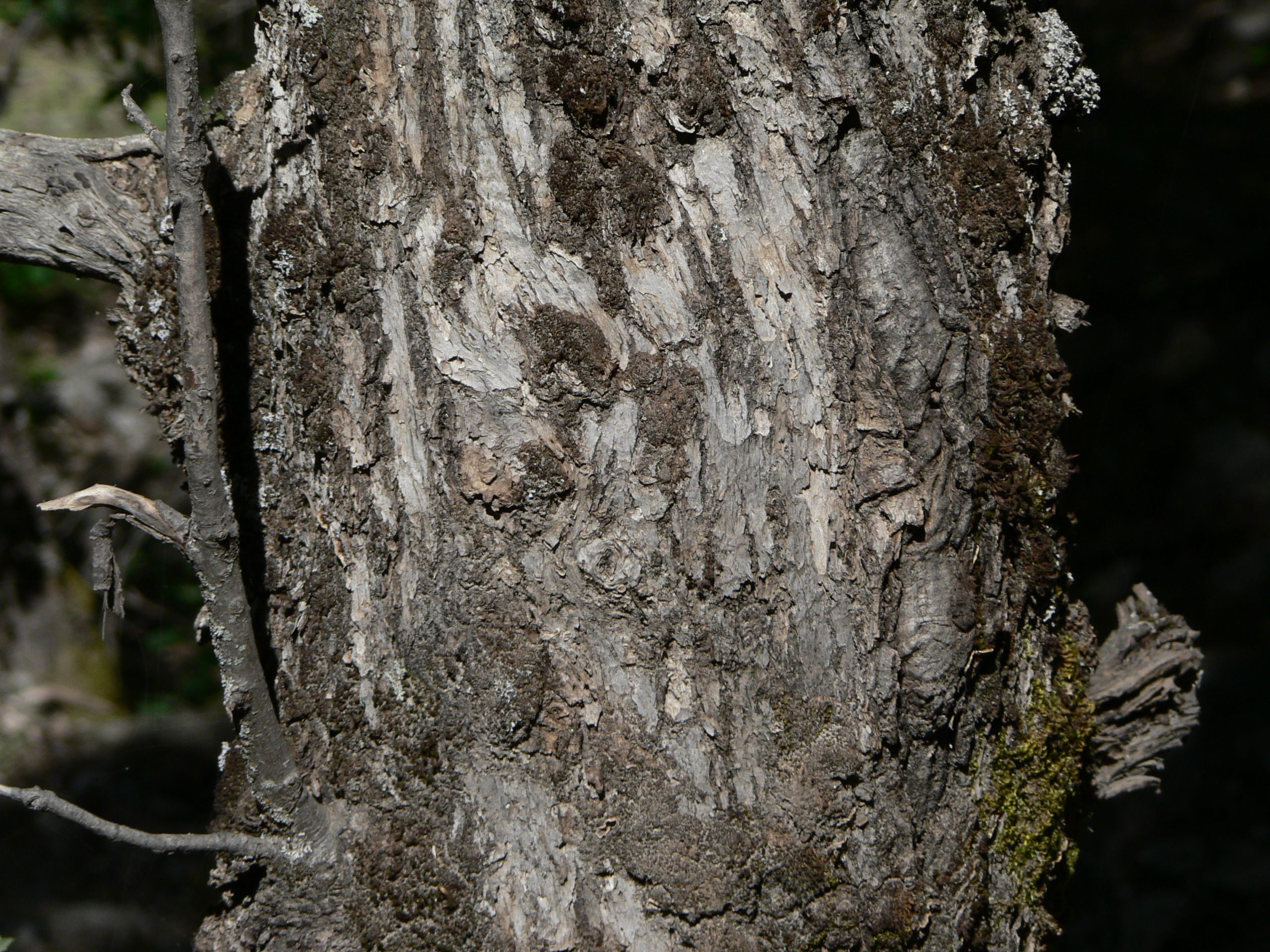
стовбур
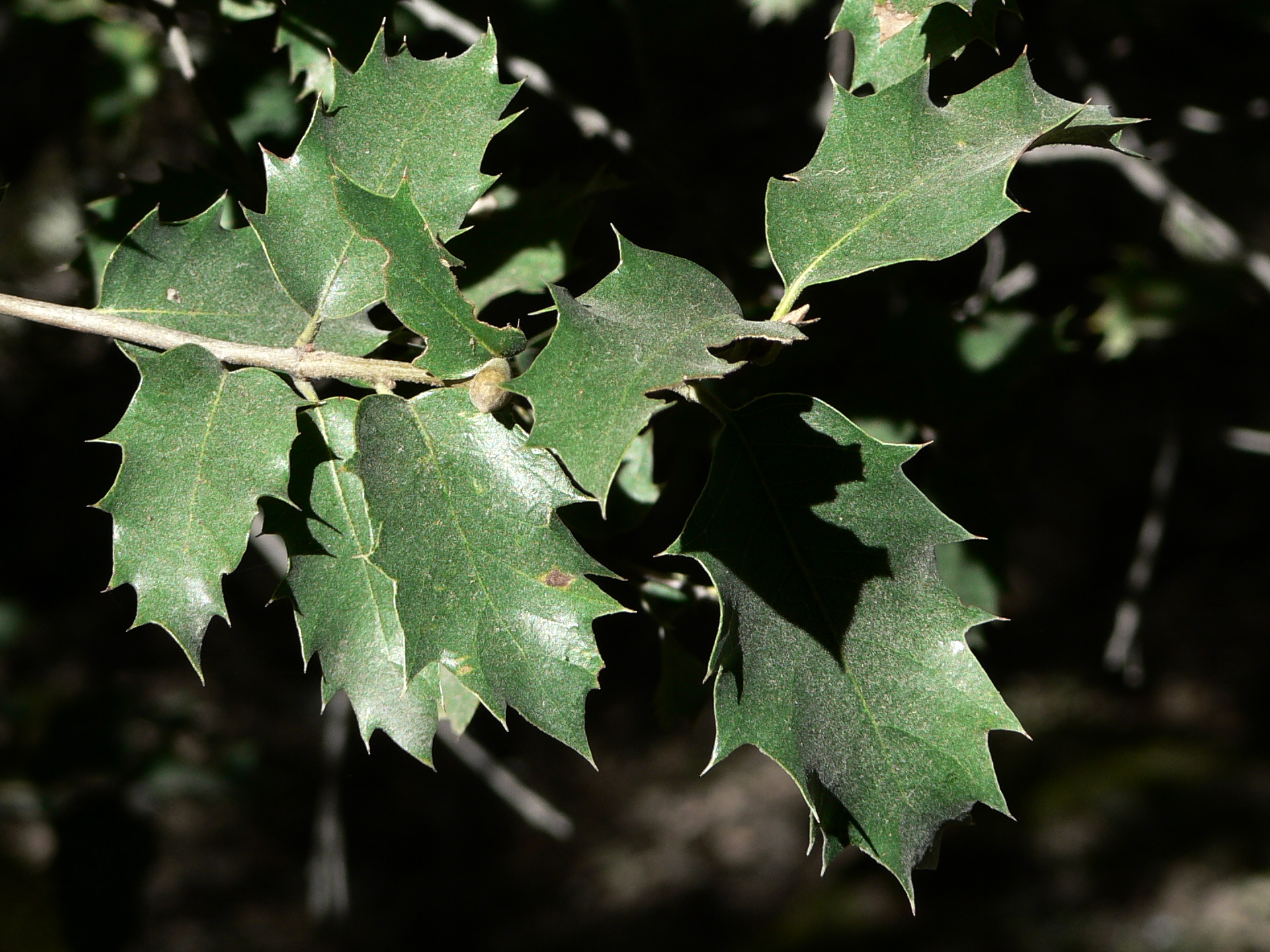
листя
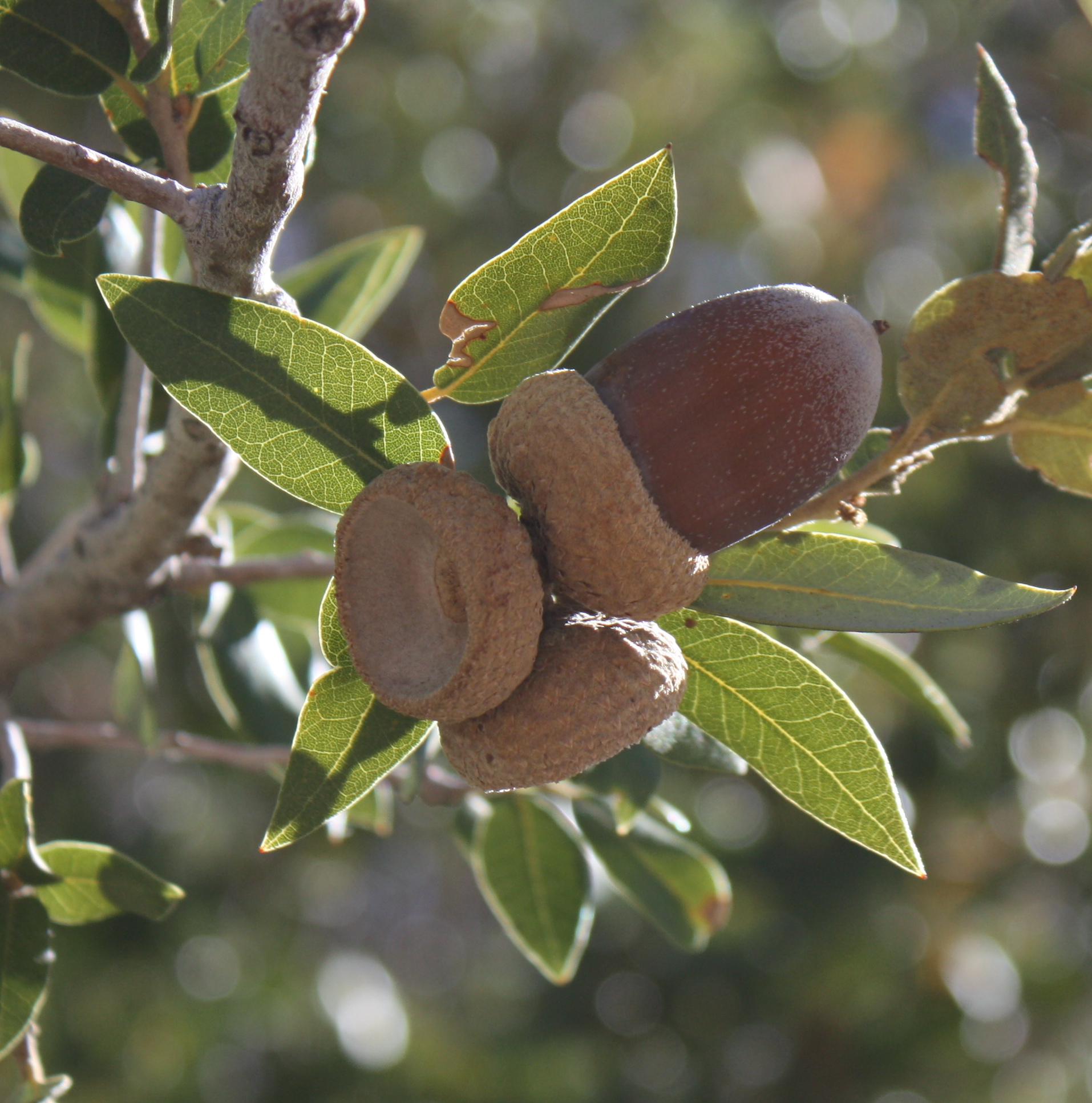
листя і жолудь